# 修城郡
修城郡，中国南北朝时设置的郡。
北魏太和四年（480年）置修城郡，属南秦州。治所在广长县（今甘肃成县东南），下辖广长县、平洛县（太和四年置）、下辨县（由武都郡划入）、柏树县（太和八年置）。西魏沿置，北周废除。